# William Russo
William Joseph "Bill" Russo, Jr. (Chicago, 25 juni 1928 – aldaar, 11 januari 2003) was een Amerikaans componist, jazzpedagoog, dirigent, jazzpianist, jazztrombonist en jazzmusicus.

## Levensloop
Russo was met de jazzsaxofonist Lee Konitz aan dezelfde High School in Chicago. Hij studeerde rechten aan de universiteit. Van 1943 tot 1947 studeerde hij privé bij pianist en jazzpedagoog Lennie Tristano.
Allereerst speelde hij in jazzgroepen van Billie Rogers en Clyde McCoy. In 1947 stichtte hij het ensemble Experiments in Jazz. Van 1950 tot 1955 werkte hij als trombonist en arrangeur voor Stan Kenton en hat herkenbare invloed op de sound van Kentons ensemble. Vanaf 1955 werkte hij in Europa met een eigen kwintet, waar onder andere ook Kurt Edelhagen bij behoorde. In 1958 richtte hij een groot jazzorkest op. In 1962 was hij oprichter van het London Jazz Orchestra en dirigeerde het ook zelf tot 1964.
Als jazzpedagoog werkte hij aan de Lenox School of Jazz en later van 1959 tot 1961 aan de Manhattan School of Music in New York. In 1965 werd hij hoofd van het Contemporary American Music Programm aan het Columbia College in Chicago. Onderbroken werden deze pedagogische werkzaamheden van 1975 tot 1979, waar hij in filmstudio's werkte. In 1990 ging hij als professor met pensioen. Zijn bekendste leerling is ongetwijfeld de filmcomponist John Barry.
Sinds de vroege jaren 1960 concentreerde hij zich op het componeren van symfonische werken, opera's en balletten. In projecten werkte hij samen met Leonard Bernstein, Yehudi Menuhin, Duke Ellington of Dizzy Gillespie. Leonard Bernstein en het New York Philharmonic Orchestra verzorgden ook de première van Russo's Symfonie Nr. 2 in C "The Titans" in 1958. Als componist gebruikte Russo de mogelijkheden van de zogenoemde Third Stream en de klassieke technieken in de jazz, bijvoorbeeld contrapunt en de overname van grote vormmodellen, maar ook stijlelementen van de jazz in de klassieke muziek.
In 1977 ontving hij voor zijn platenalbum Street Music de Grand prix du disque en hij werd met een Grammy Award voor zijn levenswerk onderscheiden. Hij overleed op 11 januari 2003 in het Rush-Presbyterian-St. Luke’s Medical Center in Chicago aan de gevolgen van kanker en longontsteking.

## Composities

### Werken voor orkest
- 1955 Music, voor altsaxofoon en strijkers, op. 9
- 1957 Divertissement, voor dwarsfluit, klarinet, 2 trompetten, trombone, pauken, piano en 3 violen, op. 13
- 1957 Symfonie Nr. 1, voor orkest, op. 15
- 1958 Symfonie Nr. 2 in C "The Titans"
- 1960 Variations on an American Theme "When the Saints Go Marching In", voor orkest, op. 40
- 1963 Five Pieces for Jazz Orchestra
- 1963 The English Concerto, voor viool en jazzorkest, op. 43
- 1965 Suite for Violin, voor viool en strijkorkest, op. 46
- 1975 The Carousel Suite, voor jazzorkest, op. 63
  1. Prologue
  2. First Stage
  3. Second Stage
  4. Third Stage
  5. Fourth Stage
  6. Fifth Stage
  7. Sixth Stage
  8. Seventh Stage
  9. Eighth Stage
  10. Epilogue
- 1977 Street Music – A Blues Concerto, voor harmonica en jazzorkest, op. 65
- 1983 Hello, voor orkest, op. 79
- Chicago Concerto, voor baritonsaxofoon en jazzorkest
- Chicago Suite No. 1, voor jazzorkest
- Chicago Suite No. 2, voor jazzorkest
- Frank Speaking, voor jazzorkest
- Jubilatum, voor orkest
- Portrait Of A Count, voor jazzorkest
- The Red Hat
- Three pieces, voor bluesband en orkest, op. 50

### Werken voor harmonieorkest
- 1952 Suite No. 1, voor jazzorkest, op. 5
- 1952 Suite No. 2, voor jazzorkest, op. 8
- 1955 The English Suite , voor harmonieorkest, op. 20
- 1957 Allegro, voor harmonieorkest, op. 12
- 1959 Fugue for Jazz Orchestra, op.18 no.2
- 1960 Concerto grosso, voor saxofoonkwartet en harmonieorkest
- 1961 Brookville
- 1966 America 1966, voor harmonieorkest, op. 48
- 1984 The New Age Suite, voor Jazz Band, op. 80
- Newport Suite, op. 24

### Cantates
- 1988 The Civil War Rockcantate in samenwerking met Irma Routen – tekst: Paul Horgan

### Muziektheater

#### Opera's
| Voltooid in | titel                  | aktes   | première                                            | libretto                                              |
| ----------- | ---------------------- | ------- | --------------------------------------------------- | ----------------------------------------------------- |
| 1962        | John Hooton            | 3 aktes | januari 1963, Londen, BBC Radio 3                   | van de componist naar Othello van William Shakespeare |
| 1962-1963   | The Island, op. 42     |         | 13 juli 1963, Londen, BBC Radio 3                   | Adrian Michell                                        |
| 1964        | Land of Milk and Honey |         |                                                     |                                                       |
| 1967        | Antigone               |         |                                                     | Sophocles                                             |
| 1971        | Aesop's Fables         |         | 17 augustus 1972, New York, Giroflé-Girofla Theatre | van de componist                                      |
| 1973        | Pedrolino's Revenge    | 1 akte  | 11 september 1974, New York, West Side Theatre      | Jonathan Arbabanel                                    |
| 1974        | Isabella's Fortune     | 1 akte  | 11 september 1974 New York, West Side Theatre       | Albert Williams                                       |
| 1976        | A General Opera        |         |                                                     |                                                       |
| 1977        | A Cabaret Opera        |         | 8 december 1977, New York                           |                                                       |
| 1983-1984   | The Pay-Off            |         | 16 februari 1984, Chicago                           |                                                       |
| 1988        | Dubrovsky              | 3 aktes | 1992, Boston                                        | Donald T. Sanders                                     |
| 1989        | Talking to the Sun     |         | 1989, Chicago                                       |                                                       |

#### Balletten
| Voltooid in | titel                   | aktes | première                         | libretto | choreografie |
| ----------- | ----------------------- | ----- | -------------------------------- | -------- | ------------ |
| 1954        | The World of Alcina     |       |                                  |          |              |
| 1984        | The Golden Bird, op. 77 |       | 1993, Minnesota Orchestra        |          |              |
|             | Listen Beneath          |       | 1993, Chicago, Civic Opera House |          | Randy Duncan |

#### Musicals
- 1979 Paris Lights – libretto: Michael Zettler – première: 11 januari 1980, New York, American Place Theatre

### Kamermuziek
- 1989 Sonata, voor viool en piano

### Werken voor slagwerk
- 3 Cuban Pieces
- 4 Dance Movements
- Chicago Sketches
- March Suite
- Made in America
- Ogou Badagri
- Prelude, Choral & Fugue

### Filmmuziek
- 1975 WOW Women of the World
- 1975 Everybody Rides the Carousel
- 1977 Whither Weather
- 1984 Hello
- 1987 Time of the Angels

## Publicaties
- Composing for Jazz Orchestra, Chicago: The University of Chicago Press, 1961. 96 p., ISBN 978-0226732091
- Jazz Composition and Orchestration, Chicago: The University of Chicago Press, 1968. 843 p., ISBN 978-0226732084 (Boek en CD)
- Composing Music: A New Approach, Chicago: University Of Chicago Press (February 15, 1988), 240 p., (samen met: Jeffrey Ainis en David Stevenson) ISBN 978-0226732169

## Discografie
- DEUTSCHE GRAMMOPHON "The Originals", DG 463 665-2, William Russo (b.1928): Street Music, op.65, Three Pieces for Blues Band and Symphony Orchestra, op.50; George GERSHWIN (1898-1937): An American in Paris; Siegel-Schwall Band: Corky Siegel, harmonica and electric piano, Jim Schwall, guitar, Al Radford, bass, Shelly Plotkin, drums; San Francisco Symphony Orchestra o.l.v. Seiji Ozawa